# NGC 7620
NGC 7620 is een spiraalvormig sterrenstelsel in het sterrenbeeld Pegasus. Het hemelobject werd op 5 september 1864 ontdekt door de Duitse astronoom Albert Marth.

## Synoniemen
- UGC 12520
- MK 321
- ZWG 476.8
- KUG 2317+239
- IRAS 23176+2356
- PGC 71106